# Julio Borges
Julio Andrés Borges Junyent (Caracas,  22 de octubre de 1969) es un político y abogado venezolano. Fue conductor del programa de televisión Justicia Para Todos.Fundador del partido Primero Justicia. Fue su coordinador nacional de 2002 a 2022 y actualmente es vicepresidente de Estrategia, Comunicación y Relaciones Internacionales. 8° presidente de la Asamblea Nacional de Venezuela durante el período 2017-2018. Representó a Venezuela en el Grupo de Lima y fue comisionado presidencial para Relaciones Exteriores designado por Juan Guaidó en 2019. Renunció a estos roles en 2021 

## Trayectoria Personal

### Educación
Es abogado egresado de la Universidad Católica Andrés Bello (1992) en el que también culminó un postgrado en Teología. Realizó una Maestría en Filosofía Política y Social en el Boston College de Estados Unidos (1994) y una Maestría en Políticas Públicas y estudios de América Latina en la Universidad de Oxford (1996). Fue profesor de la cátedra de honor en la Universidad Católica Andrés Bello. Máster de Formación Permanente en Filosofía y Religión según Joseph Ratzinger de la Universidad Internacional de la Rioja. Doctor en Filosofía Universidad Santo Tomás.

### Familia
Hijo de Rosa Junyent y Julio Borges Iturriza, inmigrantes españoles que huyeron de la Guerra y el Franquismo. Casado con Daniella Matheus, y padre de cuatrillizos: Juan Pablo, Juan Diego, Andrés Ignacio y Ana Sofía, llamados de la Divina Pastora, en honor a dicha figura religiosa, tras un proceso de fertilización in vitro que dio como resultado el nacimiento de los mismos.

### Conductor de TV
A finales de los años 90 se transmitió por el canal RCTV el programa Justicia Para Todos. Este programa duró más de un año siendo transmitido todas las tardes y teniendo una buena sintonía debido a ser una innovación para la televisión venezolana, ya que otros programas parecidos apenas eran vistos en otros países de América Latina.

### Vida Académica
Borges se desempeña como profesor de negociación política en la Universidad Católica de Valencia y es miembro Consejo Asesor del Instituto CEU de Estudios Americanos de Madrid.  Miembro del centro de pensamiento Global Americans
Ha realizado las siguientes publicaciones:
- La Patria que viene (2022, Editorial Dahbar)[14]
- Las transiciones de la democracia (2023, NED)[15]
- La postmodernidad en jaque (2023, Editorial Libros Libres)[16]

## Trayectoria política
En 1992 funda en la Universidad Católica Andrés Bello la Asociación Civil Primero Justicia, cuyo fin era promover un modelo de justicia comunitaria denominado: Justicia de Paz. Para las elecciones de la Asamblea Nacional Constituyente de 1999, Borges junto a Leopoldo López fueron los candidatos de Primero Justicia, sin resultar electos. 
Una vez electa promovió una Propuesta de Constitución y creó la “Alianza Social por la Justicia”, grupo de organizaciones no gubernamentales que redactó el 65 % de los capítulos de Derechos Humanos y del sistema de justicia de la Constitución de Venezuela de 1999, creando así el Comité de Postulaciones, cuyo fin era despartidizar la justicia e incluir sectores ajenos a la política partidista en la postulación de jueces.

### Fundador de Primero Justicia
En el año 2000, en el contexto de las megaelecciones, Primero Justicia se convierte en partido político, allí resultó elegido Diputado de la Asamblea Nacional por el estado Miranda. En medio de la crisis política que devino en el golpe de Estado de 2002 junto a su partido solicitó la renuncia a todos los representantes del Poder Público Nacional como salida a la crisis. Fue promotor de la recolección de firmas junto a su organización para convocar el referéndum revocatorio contra Chávez en 2004. En las elecciones parlamentarias del 2005 manifestó su desacuerdo con el retiro de la oposición venezolana, pero la mayoría de su partido en ese entonces decidió abstenerse.

### Postulación a la presidencia

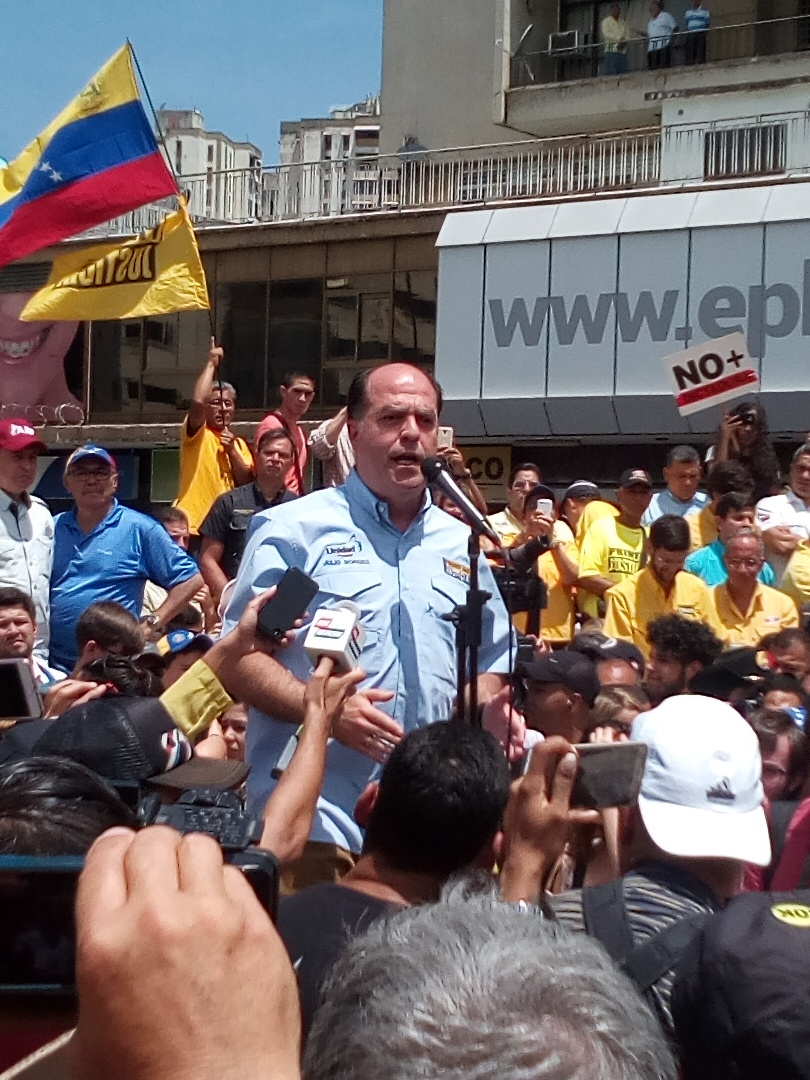
Julio Borges en el comienzo de las protestas en Venezuela de 2017.

El 27 de mayo de 2005, Borges anunció su candidatura presidencial para las elecciones de finales de 2006. Promovió elecciones primarias entre los candidatos para unificar la oposición en torno a una candidatura única. Las elecciones primarias estaban por realizarse el 13 de agosto de 2006 y fueron suspendidas debido al acuerdo de unidad nacional el 9 de agosto de 2006, donde declinó su candidatura presidencial en torno a una candidatura única ante la presentación a la reelección de Hugo Chávez, apoyando al gobernador del Zulia; Manuel Rosales.

### Diputado de la Asamblea Nacional
Ha sido electo diputado a la Asamblea Nacional durante tres periodos: 2000-2005, de 2010-2015, y 2016-2021, en representación del voto lista del Estado Miranda. Se desempeñó como jefe de bancada de la Mesa de la Unidad Democrática de enero de 2016-2017.
Sus propuestas estaban enfocadas en la Economía, principalmente en la propiedad, la producción y el empleo.

## Presidencia de  la Asamblea Nacional
El 5 de enero de 2017 asumió la octava administración de la Asamblea Nacional de Venezuela. Su gestión durante la IV Legislatura de esta institución estuvo signada por la crisis institucional de Venezuela
El 30 de marzo de 2017 el Tribunal Supremo de Justicia emitió las sentencias número 155 y 156 que ordenaron a la Sala Constitucional del TSJ asumir las funciones de la Asamblea Nacional, lo cual calificó de Golpe de Estado y rechazó públicamente al romper la sentencia emitida. Ante este hecho se desataron protestas que se extenderían al menos 5 meses. Posteriormente, el 5 de julio de 2017 se produjo un Asedio al Palacio Federal Legislativo en el que resultaron agredidos varios diputados
Durante su gestión se declaró emergencia humanitaria en Venezuela por la escasez de alimentos y se investigaron presuntos hechos de corrupción detrás de la importación de comida para el programa gubernamental: Comités Locales de Abastecimiento y Producción (CLAP)
El 30 de junio de 2017 durante el ingreso de los diputados al Hemiciclo para su asamblea del martes, el Coronel Vladimir Lugo Armas da un empujón al presidente Julio Borges. “Usted puede ser el presidente (de la Asamblea Nacional) de lo que sea, le agradezco que se retire (…) yo manejo mi conflicto como me da la gana”, le dijo el coronel Lugo, comandante de la Guardia Nacional, al presidente del Parlamento, Julio Borges. Luego algunos seguidores del oficialismo lanzaron fuegos artificiales hacia los jardines del Parlamento y gritaron consignas contra la mayoría opositora.video
Borges solicitó a la banca internacional no realizar empréstitos a la administración de Nicolás Maduro al  incumplir con el artículo 150 de la Constitución. Luego de las sanciones de EE. UU. en noviembre de 2018 por el lavado de dinero en la venta de oro venezolano, Borges envió una carta al Banco de Inglaterra para bloquear la repatriación del oro y denunciar la corrupción del gobierno de Maduro.
En septiembre de 2017 sostuvo encuentros en Europa con el presidente de Francia, Emmanuel Macron, la canciller Angela Merkel,  el presidente del gobierno español Mariano Rajoy y la primera ministra de Reino Unido Theresa May, con el fin de rechazar la convocatoria a la Asamblea Nacional Constituyente 2017. En marzo de 2018 sostuvo encuentros internacionales buscando apoyos para que la comunidad internacional desconociera las elecciones presidenciales de 2018 con los presidentes: Sebastián Piñera, Enrique Peña Nieto, Mauricio Macri, Pedro Pablo Kuczynski y con el vicepresidente de Estados Unidos Mike Pence

## Salida de Venezuela
Tras las protestas en Venezuela de 2017, en septiembre, el gobierno y la oposición iniciaron nuevamente conversaciones en Santo Domingo, República Dominicana, en las que fungió como vocero opositor. En febrero de 2018, señaló que recibió amenazas al no firmar el acuerdo que proponía la administración de Nicolás Maduro, ante lo que se puso fin a la negociación y por lo cual no regresó a Venezuela. El Gobierno colombiano le concedió en octubre de 2018, la condición de refugiado y ha rechazado una posible extradición. Desde 2021, Borges reside en Valencia, España.

## Crisis presidencial de Venezuela 2019

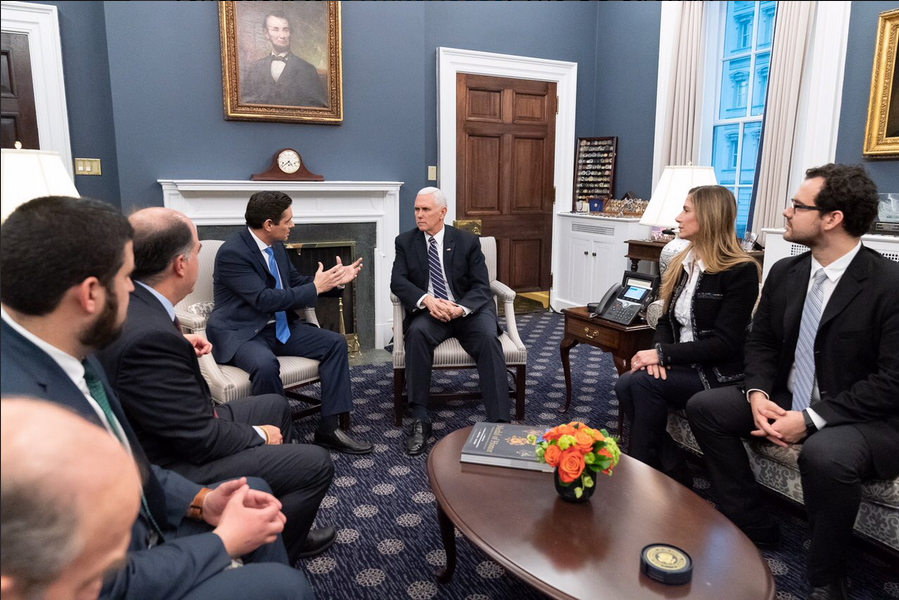
Julio Borges y Carlos Vecchio se reúnen con Mike Pence.

Julio Borges fue designado el 29 de enero de 2019 como representante de Venezuela ante el grupo de Lima por el líder opositor y parcialmente reconocido como presidente del país Juan Guaidó. En agosto de 2019 fue nombrado comisionado presidencial para las Relaciones Exteriores por Guaidó dentro del recién creado Centro de Gobierno, un cargo que se asemejaría al rol que tiene un canciller.  El 10 de septiembre de 2021 Borges, propone que Monómeros sea administrado por un fideicomiso, pudiera ser administrado por el Banco Mundial o el BID mientras se restablezca un gobierno democrático. Esta posición de Borges no apoyada por Guaidó intensificó el distanciamiento entre ambos políticos.
Participó en Asambleas de organismos internacionales como la ONU y OEA solicitando justicia universal ante los presuntos delitos de lesa humanidad cometidos por la administración de Maduro.
El 5 de diciembre de 2021, Borges renunció a sus cargos dentro del gobierno interino, señalando falta de transparencia. 

## Crisis política en Venezuela de 2024
En el 2023, Julio Borges respaldó en reiteradas oportunidades las elecciones primarias de la Plataforma Unitaria, donde resultó electa María Corina Machado.  Borges aseguró que María Corina Machado debía ser la líder de la oposición y quien debería escoger su sustituto dado que tenía la legitimidad de la primaria. Tras la elección del 28 de julio y la salida del candidato opositor Edmundo González del país, Borges denunció que González fue presionado para abandonar Venezuela por el expresidente Zapatero, Jorge Rodríguez y Delcy Rodríguez, en una operación parecida a la que el mismo vivió en República Dominicana en 2018 

## Reconocimientos
Fue parte del programa becas Chevening del Ministerio de Relaciones Exteriores y de la Mancomunidad de Naciones.  En 2017 el Parlamento Europeo le otorgó junto a otros líderes opositores el premio Sájarov, se trata de un reconocimiento a defensores de los derechos humanos.

## Controversias

### Agresiones físicas
El 30 de abril de 2013 ante la solicitud de derecho de palabra sobre los resultados de las elecciones presidenciales de 2013 fueron agredidos varios diputados del parlamento, entre ellos Borges, quien fue golpeado por otro diputado resultando con una fractura en la nariz.
El 9 de junio de 2016 mientras se encontraba frente al Consejo Nacional Electoral solicitando la activación de un Referéndum Revocatorio contra Nicolás Maduro fue golpeado con una barra de madera en la espalda y la nariz por presuntos simpatizantes del PSUV.

### Allanamiento de la inmunidad parlamentaria
En agosto de 2018 fue involucrado junto al también diputado Juan Requesens en los sucesos de atentado contra Nicolás Maduro; Diosdado Cabello anunció que se trataría el retiro del fuero parlamentario «a diputados implicados en el magnicidio». El día 8 de ese mes el Ministerio Público pidió al Tribunal Supremo de Justicia emitir sentencia para dar pie a la remoción de la inmunidad parlamentaria de Requesens, la cual fue efectuada y remitida a la Asamblea Nacional Constituyente quien lo aprobó.
El 10 de agosto de 2018, el ministro de Información venezolano, Jorge Rodríguez, anunció en cadena nacional que solicitarían un código rojo de Interpol para la captura de Julio Borges. También presentó un video del diputado opositor Juan Requesens, detenido y bajo custodia, en el que este afirmaba haber facilitado el ingreso a Venezuela de Juan Monasterios, presunto involucrado en un supuesto atentado contra el presidente Nicolás Maduro. Según Requesens, actuó a petición de Borges.
La oposición denunció que Requesens fue drogado y torturado para obtener dichas declaraciones. En uno de los videos difundidos, el diputado aparece en condiciones degradantes, lo que generó fuertes críticas sobre las violaciones a los derechos humanos en su detención.

### Persecución Judicial
El 15 de agosto de 2018 el Tribunal Supremo de Justicia ordenó su aprehensión por presuntamente participar en el Atentado de Caracas de 2018 contra Nicolás Maduro. El 13 de julio de 2020 la Fiscalía General de la República emitió una orden de captura por los presuntos delitos de traición a la patria, usurpación de funciones y asociación para delinquir. El 16 de enero de 2023, el fiscal general de Venezuela, Tarek William Saab, anuncia que el Ministerio Público ha solicitado una tercera orden de captura contra Borges, esta vez por su participación en el levantamiento contra Nicolás Maduro de 2019. El 6 de diciembre del 2023, Tarek William Saab anunciaba la 4ta orden de detención contra Borges por supuestamente estar relacionado con el gobierno de Guyana y la Exxon Mobil. El 2 de mayo del 2024, el fiscal general de Venezuela emitió una quinta orden de captura al señalarlo de ser partícipe de una conspiración con Samark López y Tarek El Aissami

### Inhabilitación
La Contraloría General de la República le ha inhabilitado para el ejercicio de cargos públicos por 30 años, primero el 15 de agosto del 2019 por presuntamente ocultar información sobre su patrimonio personal y posteriormente el 23 de febrero de 2021 ante la presunción de negarse a realizar su declaración de patrimonio.